# Голохвастово (деревня, поселение Вороновское)
Голохвастово — деревня в Троицком административном округе Москвы (до 1 июля 2012 года была в составе Подольского района Московской области). Входит в состав поселения Вороновское.
Название произошло от фамилии владельцев деревни XVII века Алексея Голохвастова и Богдана Голохвастова. А вот их фамилия произошла, скорее всего, от некалендарного личного имени Голохваст.

## Население
| 1859 | 1890 | 1899 | 1926 | 2002 | 2006 | 2010 |
| ---- | ---- | ---- | ---- | ---- | ---- | ---- |
| 265  | ↗315 | ↘256 | ↗296 | ↘20  | ↘19  | ↗43  |

Согласно Всероссийской переписи, в 2002 году в деревне проживало 20 человек (9 мужчин и 11 женщин). По данным на 2005 год в деревне проживало 19 человек.

## География
Деревня Голохвастово расположена в центральной части Троицкого административного округа, на Калужском шоссе А130 в 53 километрах от Москвы и примерно в 23 км к западу от центра города Подольска, на ручье Улупинка — правом притоке реки Алёшинки бассейна Мочи. В 7 км к югу проходит Варшавское шоссе, в 4 км к северу — Московское малое кольцо А107.
К деревне приписано одноимённое садоводческое товарищество. Ближайшие населённые пункты — село Никольское и деревня Бабенки. Связана автобусным сообщением со станцией метро Тёплый Стан и городом Троицком.
В Троицком административном округе есть ещё одна деревня с таким же названием, она входит в состав поселения Новофёдоровское, находится в 16 км к западу и до июля 2012 года относилась к Наро-Фоминскому району Московской области.

## История
В «Списке населённых мест» 1862 года — владельческая деревня 1-го стана Подольского уезда Московской губернии на старокалужском тракте, в 22 верстах от уездного города и 16 верстах от становой квартиры, при речке Тупуненке, с 38 дворами и 265 жителями (129 мужчин, 136 женщин).
По данным на 1899 год — деревня Вороновской волости Подольского уезда с 256 жителями, была земская школа.
В 1913 году — 54 двора, земское училище и казённая винная лавка.
По материалам Всесоюзной переписи населения 1926 года — деревня Бабенского сельсовета Вороновской волости Подольского уезда на Калужском шоссе, в 21,3 км от станции Львовская Курской железной дороги, проживало 296 жителей (146 мужчин, 150 женщин), насчитывалось 54 крестьянских хозяйства, работала мастерская.
1929—1946 гг. — населённый пункт в составе Красно-Пахорского района Московской области.
1946—1957 гг. — в составе Калининского района Московской области.
1957—1963, 1965—2012 гг. — в составе Подольского района Московской области.
1963—1965 гг. — в составе Ленинского укрупнённого сельского района Московской области.
В марте 2020 года рядом с деревней было начато возведение инфекционной больницы для заразившихся новым коронавирусом.
17 апреля 2020 года больничный комплекс был сдан в эксплуатацию, а 20 апреля новая инфекционная больница, получившая официальное название Московский клинический центр инфекционных болезней «Вороновское» и подчинённая ГКБ им. В. П. Демихова Архивная копия от 9 июня 2013 на Wayback Machine, приняла первых пациентов.